# Millimeter Anisotropy eXperiment IMaging Array

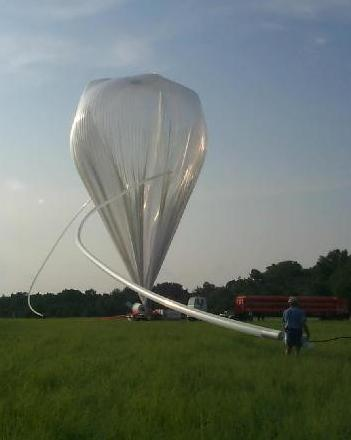
Il pallone Maxima pronto per il lancio

Il Millimeter Anisotropy eXperiment IMaging Array (MAXIMA) è stato un esperimento finanziato dal National Science Foundation, NASA e dal dipartimento dell'Energia degli Stati Uniti, e operata da una collaborazione internazionale capeggiata dall'Università della California. Lo scopo di questo esperimento è stato la misurazione delle fluttuazioni della radiazione cosmica di fondo. Tale esperimento è stato realizzato compiendo due voli di un pallone da alta quota, l'agosto del 1998 e giugno del 1999. Entrambi i voli sono partiti dalla Columbia Scientific Balloon Facility, situata a Palestine, Texas (31°46′48″N 95°43′22″W). Tali palloni hanno sorvolato la Terra ad un'altitudine di 40000 metri per otto ore. Il primo volo ha preso dati dallo 0,3 % circa della porzione nord del cielo, vicino alla costellazione del Dragone. Il secondo volo, chiamato anche MAXIMA-II, ha scansionato la porzione di cielo in direzione dell'Orsa Maggiore.
Inizialmente pianificato assieme all'esperimento BOOMERanG, è stato rinviato per ridurre i rischi riducendo il tempo di volo, nonché per permetterne il lancio e l'atterraggio in territorio Statunitense.

## Strumentazione

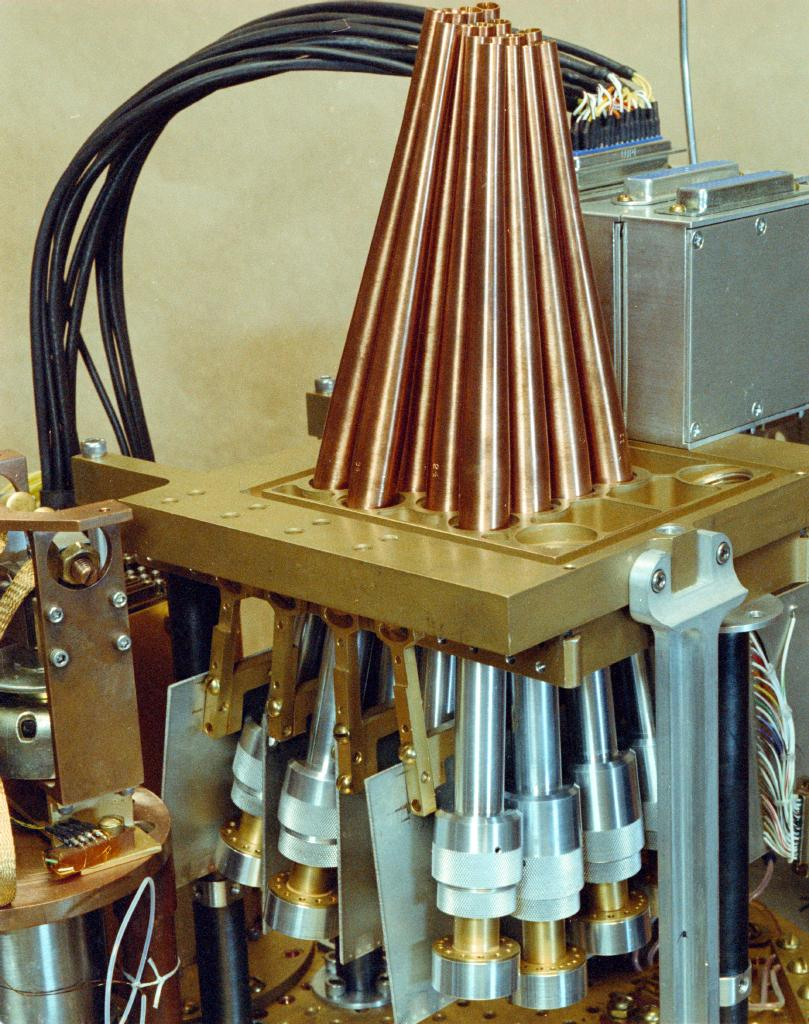
Bolometri e antenne del MAXIMA

Uno specchio primario da 1,3 metri, assieme ad altri specchi secondari e terziari, è stato utilizzato per focalizzare le microonde verso le antenne. Queste antenne erano operanti ad una frequenza di 150 GHz, 240 GHz e 420 GHz, con una risoluzione di 10 primi (ovvero 1/6 di grado angolare). La misurazione della radiazione incidente è stata affidata ad un bolometro costituito da 16 termistore NTD-Ge.
I sensori sono stati portati ad una temperatura di 0,1 K (-273,05 °C, appena 0,1 gradi al di sopra dello zero assoluto), mediante un processo di raffreddamento diviso in quattro parti: dell'azoto liquido ha raffreddato lo strato esterno dello schermo per le radiazioni, dopodiché è stato usato 4He liquido per raffreddare i restanti due schermi ad una temperatura di 2-3 K (-271,15 - -270,15 °C). Infine, per portare tutto il sistema alla temperatura operativa di 0,1 K, è stato utilizzato 3He liquido.
In questo modo, l'insieme di schermi e antenne ha acquisito una sensibilità di 40 μV/s1/2.
Per la misura dell'orientamento esatto del telescopio, sono stati utilizzati due CCD. Il primo era puntato direttamente verso l'astro Polaris, dando così un orientamento primario con sensibilità massima di 15 primi. Il secondo CCD è stato montato in sovrapposizione al fuoco primario, dando così un'accuratezza di 0,5 primi per stelle con un magnitudo maggiore di 6. Questi due CCD, quindi, portavano il telescopio ad un'accuratezza di posizione di 10 primi.
Il puntamento del telescopio è stato affidato a quattro motori.

## Risultati

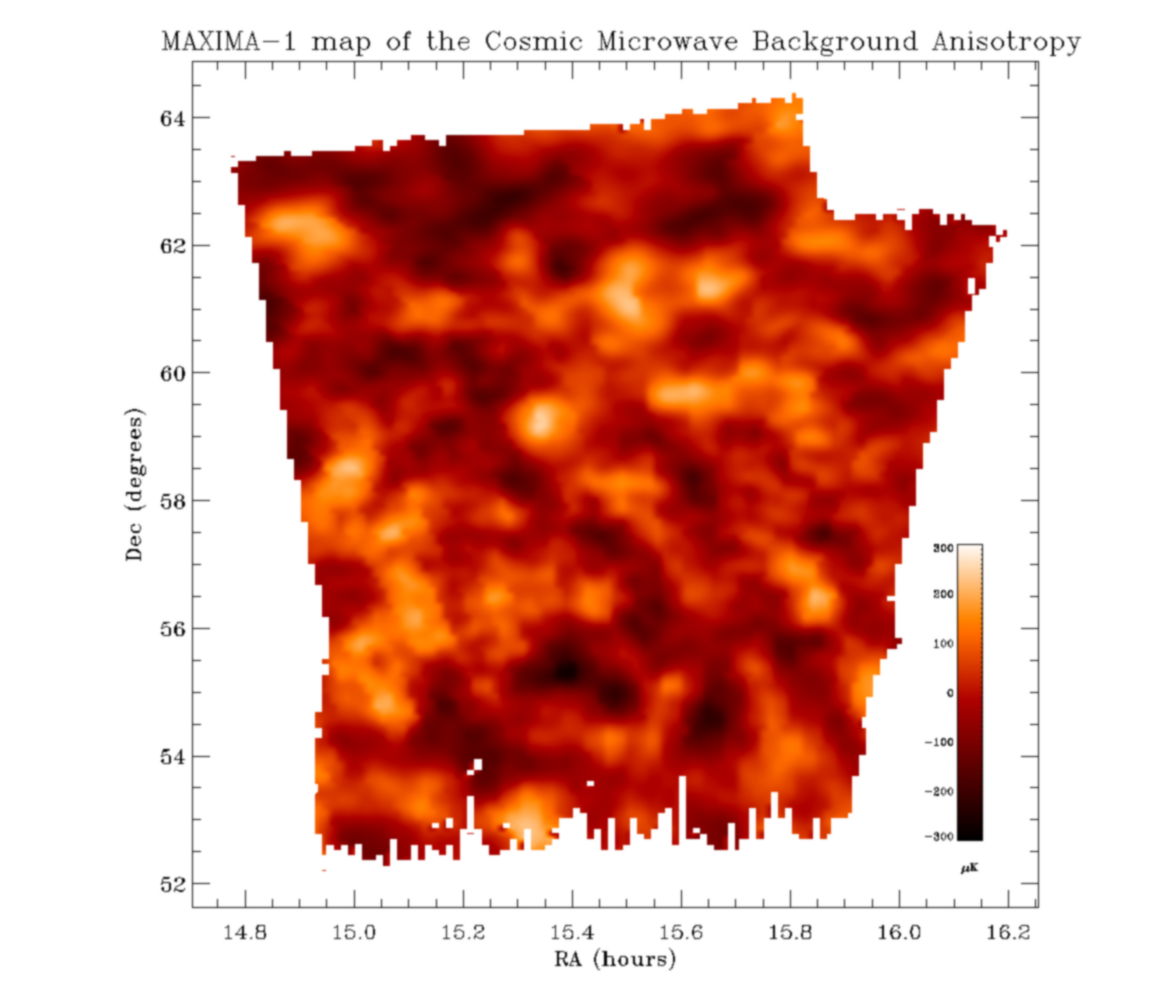
Mappa delle fluttuazioni della radiazione cosmica di fondo

Paragonato all'esperimento diretto competitore (esperimento BOOMERanG), il MAXIMA ha analizzato una porzione di cielo più piccola ma in maniera più dettagliata. Verso la fine degli anni 2000, questo è stato l'esperimento che ha misurato ed analizzato in modo più dettagliato le fluttuazioni della radiazione cosmica di fondo su una scala angolare limitata. Con questi dati, è stato possibile calcolare i primi tre picchi acustici dallo spettro della radiazione cosmica di fondo. Questo conferma il modello cosmologico standard, misurando una densità di barioni del 4%, in accordo con la densità calcolata dalla nucleosintesi primordiale (del Big Bang). La misura della forma dell'universo conferma inoltre la maggior predizione della cosmologia inflazionaria, dopo che il progetto BOOMERanG fu il primo a scoprirlo.